# Bayard Taylor

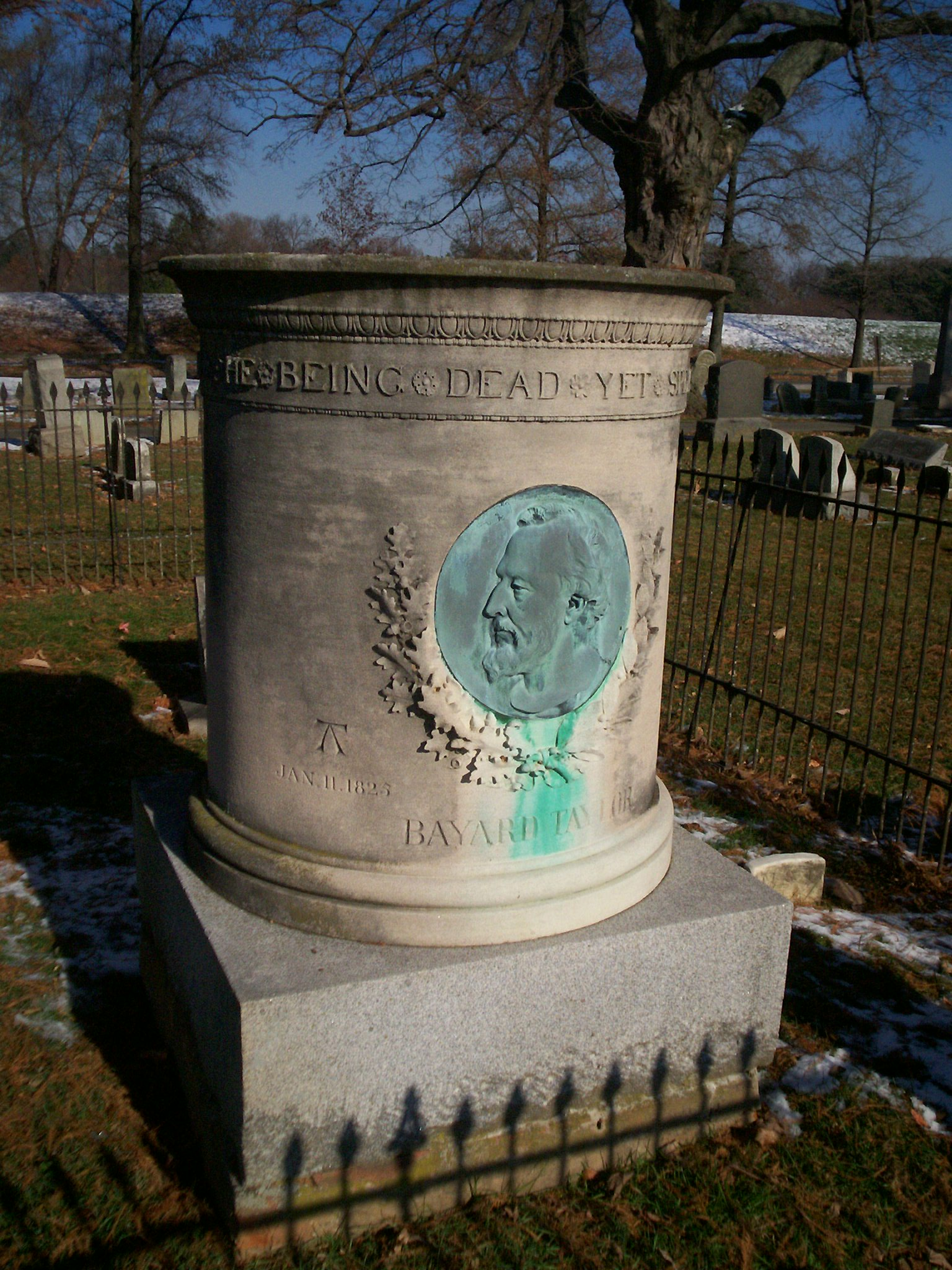
Taylor sírja szülővárosában, Kennett Square-ben

Bayard Taylor (Kennett Square, Chester megye, Pennsylvania, 1825. január 11. – Berlin, 1878. december 19.) észak-amerikai utazó, diplomata, író és költő.

## Életútja
Mint 17 éves ifjú, nyomdászinas lett West Chesterben. Munkája mellett az irodalommal és szépművészetekkel foglalkozott, majd 1844–46-ban gyalog utazta be Európát, mely utazásáról Views afoot címen számol be (1846). Ezután mint a New York Tribune segédszerkesztője New Yorkban telepedett le. 1848-ban kiadta Rhymes of travel című művét és beutazta Kaliforniát. Ezt az utazást megirta El Dorado címen (1849). 1851-ben bejárta Délkelet-Európát, Elő-Ázsiát és Afrika sivatagjait. 1852 októberében Angliából Bombayba és onnan Kínába utazott, ahol az amerikai követségnél hivatalt vállalt. Később Perry kapitány hajórajával Japánba indult, ahonnan 1853 végén tért vissza New Yorkba. Utazásait a Tribune-ben írta le. 1856–58-ban újabb utazásokat tett és nevezetesen Lappföldet, Norvégiát, Görögországot, Krétát, Lengyel- és Oroszországot látogatta meg. 1857-ben nőül vette Hansen csillagásznak leányát Gothában, aki aztán több művét német nyelvre fordította. 1862-ben mint követségi titkárt Szentpéterváron találjuk. 1865-ben bejárta a Sziklás-hegységet, 1866–68-ban és 1872–74-ben újra beutazta Európát és nevezetesen Türingiában, Olaszországban és Svájcban tartózkodott huzamosabban, s időközben Egyiptomba és Izland szigetére is ellátogatott. Hayes elnök 1878-ban az Amerikai Egyesült Államok berlini követévé nevezte ki. Utazásai 6 kötetben Complete poetical works címen jelentek meg (Boston, 1881).

## Művei

### Nevezetesebb útleírásai
- Views afoot (1846);
- Rhymes of travel (1848);
- El Dorado (1849);
- A journey to Central Africa (1854);
- The lands of the Saracen (1855);
- A visit in India, Japan and China (1856);
- Northern travel (1857);
- Travels in Greece and Russia (1859);
- Home and abroad (1859, 1862);
- Colorado (1867);
- By-ways of Europe (1869);
- Egypt and Iceland (1875).

### Nevezetesebb versei
- Poems of the Orient (1854);
- Poems of home and travel (1855);
- The poet's journal (1862);
- The picture of St. John (1866);
- Lars (1873);
- Home pastorals (1875).

### Drámai művei
- The masque of the gods (1872);
- The prophet (1874);
- Prince Deucalion (1878)
- Goethe Faustjának fordítása (1870-71, 2 kötet).

### Novellái
- Hannah Thurston (1863);
- John Godfrey's fortunes (1865);
- The story of Kennett (1866);
- Joseph and his friend (1871)

### Egyéb művei
- A school history of Germany (1874);
- The Echo Club (1876).
- Studies in German literature (1879)
- Critical essays and notes (1880)